# Regiunea Iambol
Iambol este o regiune (oblastie) din sud-estul Bulgariei. Se învecinează cu regiunile Burgas, Sliven, Stara Zagora și Haskovo. Este situată la granița Bulgariei cu Turcia. Capitala sa este orașul omonim.

## Subdiviziuni
- Obștina Boliarovo
- Obștina Elhovo
- Obștina Stralgea
- Obștina Tungea
- Obștina Iambol